# Фірлюк південний
Фірлюк південний (Mirafra cheniana) — вид горобцеподібних птахів родини жайворонкових (Alaudidae). Мешкає в Південній Африці.

## Опис
Довжина птаха становить 12-14 см, з яких від 4,3 до 5 см припадає на хвіст. Довжина дзьоба становить 1,2-1,4 см.
Верхня частина тіла бежева або рудувато-коричнева. Горло біле. Над очима білі "брови". Груди рудувато-коричневі, поцятковані темно-коричневими плямками. Решта нижньої частини тіла світло-коричнева. Крила темно-коричневі, край крила рудувато-коричневий. Хвіст темно-коричневий, з білими смужками. Дзьоб темно-роговий, лапи тілесного кольору. Очі карі.

## Поширення і екологія
Південний фірлюк поширений на півночі, центрі і сході ПАР, на півдні Зімбабве і Ботсвани. Це кочовий птах, що живе на луках, пасовиськах і полях (особливо полюбляє поля тефу) Віддає перевазу сухим відкритим ділянкам.

## Поведінка
Південний фірлюк харчується насінням трав і комахами, яких виловлює на землі. Це територіальний і моногамний птах. Сезон розмноження в Зімбабве триває з січня по березень, а в ПАР - з листопада по січень. Гніздо - куполоподібне, розміщується на землі серед густої трави. В кладці 2-4 яйця. Яйця білі або жовтуваті, поцятковані коричневими або сіро-коричневими плямками.